# Landerneau
Landerneau település Franciaországban, Finistère megyében. Lakosainak száma 16 327 fő (2022. január 1.). Landerneau Ploudaniel, Dirinon, Loperhet, La Forest-Landerneau, Pencran, Plouédern, Saint-Divy és Saint-Thonan községekkel határos.

## Népesség
A település népességének változása:
| Lakosok száma | 12 781 | 14 482 | 14 269 | 14 927 | 15 443 | 15 746 | 15 781 | 15 918 | 16 025 | 16 327 |
|               | 1968   | 1982   | 1990   | 2006   | 2013   | 2015   | 2017   | 2019   | 2020   | 2022   |